# Blečepsin
Blečepsin (in lingua russa Блечепсин) è un centro abitato dell'Adighezia, situato nel Košechabl'skij rajon. La popolazione era di 3.067 abitanti al dicembre 2018. Ci sono 27 strade.